# Blazing Days
Blazing Days is een Amerikaanse western uit 1927 onder regie van William Wyler. Destijds werd de film in Nederland uitgebracht onder de titel Moeilijke dagen.

## Verhaal
Het geld van Sam Perry wordt gestolen door Dude Dutton tijdens een overval op een postkoets. Dutton neemt samen met Jim Morgan en Milly zijn intrek in een hutje op het landgoed van Sam. Als Perry aanklopt bij Dutton, wil hij ontsnappen met de buit. Milly beschermt hem, omdat ze denkt dat haar broer betrokken is bij de overval. Perry kan Dutton uiteindelijk toch vatten en hij vraagt Milly ten huwelijk.  

## Rolverdeling
| Acteur             | Personage        |
| ------------------ | ---------------- |
| Fred Humes         | Sam Perry        |
| Ena Gregory        | Milly Morgan     |
| Churchill Ross     | Jim Morgan       |
| Bruce Gordon       | Dude Dutton      |
| Eva Thatcher       | Ma Bascomb       |
| Bernard Siegel     | Ezra Skinner     |
| Richard L'Estrange | Turtle-Neck-Pete |